# 力拓案

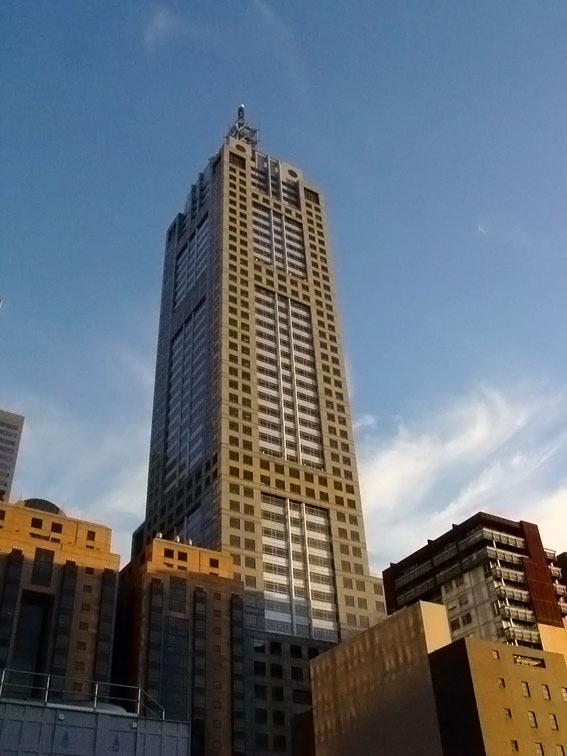
力拓集团位於墨爾本的總部大樓。

力拓间谍门是一起由于力拓集团驻上海办事处员工涉嫌为境外刺探和窃取中国国家机密，被中国国家安全机关依法刑事拘留，引起中澳两国政界介入的司法案件。

## 案情

### 起因
2009年7月5日，中国经调查发现力拓集团驻上海办事处的首席代表胡士泰及经理刘才魁，员工王勇、葛民强四人因涉嫌在进出口铁矿石贸易谈判期间，通过拉拢、收买中国内部人员为境外刺探和窃取中国国家机密，被中国国家安全机关依法刑事拘留。有推测认为，该事件是受2009年6月5日力拓集团撤销了与中国铝业在2月12日达成的战略合作交易协议这一事件的影响，中国与力拓集团的关系因此而变得紧张。中国铝业在2009年初与力拓集团达成协议，中铝对力拓投资195亿美元以获取力拓18%的股份，但后来力拓转而与中铝的竞争对手必和必拓结盟，交易失败。对于这种猜疑，澳大利亚财长称力拓撤销与中铝协议是企业做出的商业决定，非政治行为。

### 涉案人员与涉案公司
涉案人员包括了力拓集团上海办事处首席代表胡士泰、经理刘才魁，员工王勇、葛民强四人，其中胡士泰持有澳大利亚护照，其他三人则持中国护照。而中国方面涉案人员有首钢国际贸易工程公司总经理助理谭以新，山东莱芜钢铁集团国际贸易有限公司国际海运部负责人王洪九。涉案公司除了力拓、首钢、莱钢，还包括了济钢和河北地区钢铁公司。宝钢虽发出声明，表示宝钢公司并无高管涉嫌此案，但也有涉案传闻的报道。

### 调查与探望
2009年7月15日，在对力拓集团上海办事处的办公电脑审查中，有关部门在这些电脑里发现了宝钢、首钢、莱钢、新钢、萍钢等中国数十家公司的详细资料，部分资料更详细到了原料库存、生产安排、销售情况等企业机密。7月15日，力拓集团表示，公司未受案件影响，目前正常运营，但拒绝对此案是否会影响到铁矿石谈判发表评论，公司会愿意配合中国有关部门的任何调查，但撤离了部分部门的外籍员工。在17日，首次对案件表态，声称相信被捕员工正直清白，中国对其四人的指控毫无根据。而另外，有关部门已对中国谈判团队和相关公司的涉及人员展开调查。
而澳大利亚外交部长斯蒂芬·史密斯于7月20日接受媒体采访时发表进展，称中国方面也许将该事件作为商业案件而非间谍案处理。
而中国媒体7月24日的消息则称，目前案件已进入司法程序。
胡士泰等四名力拓在华员工因涉嫌窃密于7月5日被拘捕后，7月10日，澳大利亚驻上海领事馆官员第一次获准探望了胡士泰。8月11日，澳大利亚外长史密斯称，澳驻华领事馆官员已对此前在中国上海被拘留的力拓公司在华员工胡士泰进行了第二次领事探访，胡士泰目前状态良好。史密斯还表示，已经向胡士泰的公司和家人通告了此次探视情况，并将继续敦促中国政府加快调查此案。根据领事协议，领事探访只能每月进行一次。

### 蒋汝勤文章引发关注
在8月10日，江苏省淮安市国家保密工作局原局长蒋汝勤在“中国保密在线”撰写并刊登一篇标题为《力拓案件折射出什么？》的文章，由于文章透露力拓案让中国亏了7,000亿元人民币，导致事件再次升级。不过文章被各大网站和报刊引用后随即被网站“中国保密在线”删除，蒋汝勤对外表示这篇文章只是个人观点，并不代表官方立场，澳洲外交部长也对外强调这一观点。而力拓公司澳大利亚墨尔本总部的新闻发言人巴克利说，该公司有关力拓案的基本立场没有改变。她说：
“我们已经在7月17号发表了声明，并且刊登在了网站上。我们的立场在声明中已经明确予以了表述。就目前所谓1,000亿美元损失的指控，我不认为这是中国政府的指控，而是某些个人的说法，而且有关个人已经承认系个人观点。”

但由于文章所透露出的胡士泰在华贿赂“巧取豪夺”，力拓员工在中国实施间谍活动已有6年，让中国在铁矿石上多支付了相当于“澳洲10%的GDP”的7,000亿元（约1,200亿美元）等信息而引发更高的关注。由于铁矿石是钢的一个关键材料。而文章中并没有具体说明力拓公司是如何涉嫌操纵交易的。力拓公司否认这一指控。
该文章的发表还是产生了一定的市场效应，据新闻报导，2009年8月12日，力拓公司以及相关矿产业公司的股价在伦敦下跌，其中力拓股价下降3.3，创7月30号以来的新低。市场交易人士认为，股价显然受到了有关中国和力拓矿产集团负面新闻报导的影响。

### 人员逮捕和案件降格
8月12日，中国检察人员正式逮捕了澳大利亚-英国矿业公司力拓的四名员工，他们被控侵犯商业秘密和贿赂。而罪名也从之前的“刺探、窃取中国国家机密”变更为“涉嫌侵犯商业秘密罪、非国家工作人员受贿罪”。有舆论认为，这是受到了国际的压力，中国方面如果确定罪名过重，会对中国的国际投资、贸易，以及对外的市场环有负面影响。
8月19日，该案的四名涉案人员的辩护律师全部确定，其中，胡士泰的辩护律师为段祺华，刘才魁的辩护律师为陶武平，葛民强的辩护律师为翟建，王勇的辩护律师为张培鸿。翟建于当日向记者透露，自己已经与当事人葛民强会过面，但由于目前处于由公安部门介入的侦查阶段，因此也仅仅是告知对方所享有的诉讼权利，并无其他更多细节。

### 一审
2010年3月29日，上海市第一中级人民法院对本案作出一审判决，胡士泰、王勇、葛民强、刘才魁等人获有期徒刑7至10年不等。

## 争议

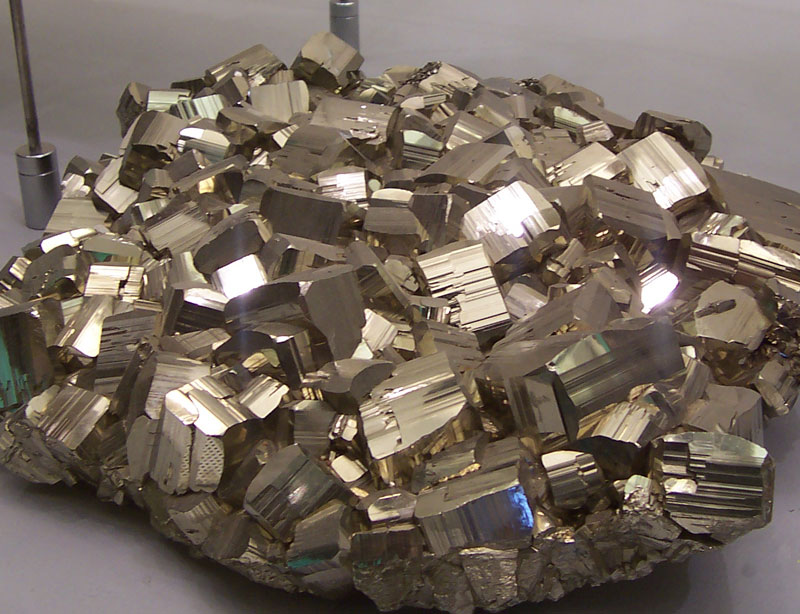
力拓主业务之一黄铁矿。

前澳大利亚驻香港总领事梅卓琳对媒体说，如果胡士泰通过不正当手段所得到的那些事资料确实属于国家机密，那么中澳两国的领事馆都无权干涉。但目前中澳两国在法律体系上对国家机密一词的定义有一定的差异。凤凰卫视评论员邱震海也称胡士泰等人的确是盗窃了中国钢铁企业的商业机密，有争议的是这些信息是纯粹的商业机密还是可归属为国家机密，国情不同，其定义也不同。中国方面有评论认为，由于钢铁、能源等产业的特殊性，其行业关系到国计民生与国家发展战略，此类信息是国家机密。不过也有媒体指出铁矿石只是一种“普通商品”，同时指责在商业竞争之中，中国政府扮演错误了角色，而在机密方面，中国对一些本来不该保密的、或者已经过时的秘密还被列为机密而保护着，这一做法值得怀疑。

## 各方反应

### 各公司反应
此次事件中，事发前期，力拓集团并没有对该事件涉案人员发表任何的声明或评论，只是在调查人员对公司的办公地点和办公设备调取检查时，声明会配合中国相关部门的调查，但是撤离了中国办事处的外籍员工。相应的，部分公司发出了与案件无牵涉的声明，其中包括必和必拓、淡水河谷、中铝，以及部分与海外铁矿石交往频繁的国内大型钢铁企业。随着事件的发展，力拓集团于7月15日首次发表了相信公司员工品质，认为公司员工并无过失之处的评论。在随后的声明里也强调这一立场和观点。
对于铁矿石谈判，力拓墨尔本新闻负责人阿曼达·柏克莱（Amanda Buckley）表示胡士泰并非谈判组成员，也非谈判的直接负责人，谈判工作为胡士泰所在的部门负责。而当被问及在胡士泰与其铁矿石销售团队被捕之后，力拓公司是否会派遣新的在华铁矿石业务负责人时，阿曼达表示公司尚未有此打算。

### 澳方反应
澳大利亚政界和商界对该案件反应强烈，澳方政府已就此事三度召见中国驻澳大使，企图对中国方面加压。而澳大利亚总理陆克文一开始持克制态度，只劝告各界勿将此事政治化，但随后其言论遭到国内众多言论的批评，后表态“现阶段，我不再停留在大使或者外交层面的讨论，我关切的是（涉案员工）的个人权益”，并声称“此案对澳大利亚和中国而言都利害攸关”。为此，澳方已将此事的双边交涉提高到最高级别，尽可能地帮助涉事员工。

### 中方反应
2009年7月9日，外交部发言人秦刚称该事件是一个司法个案，不宜将其无限扩大，甚至政治化而影响中澳两国的正常贸易。7月14日，秦刚第二次重申了该事为司法个案，并表示“绝大多数外国企业对中国投资环境的评价是积极的。今后中国将一如既往地为外国企业在华投资合作创造有利条件。”中国依然奉行互利共赢的开放战略，会继续健全完善法律法规，以确保能保护到外企在华的合法正当权利，不过另外一方面，外企也有责任与义务遵守中国法律法规，“如果有任何企业或个人触犯中国法律，那只有依法进行处理”。

### 海外媒体
随着力拓案的宣判，海外媒体在评论中对于中国的法治提出了不少微词，主要集中在：
1. 为何要在完全隔绝外界的情况下进行审判？[45][46]
2. 在中国什么构成犯罪？中国的法律适用是否为一贯性的？[47][48]
3. 中国的商业环境是否是让外企“不得不”行贿的罪魁祸首？[49][50]

同时，海外媒体评论文章也认为在“力拓案”中，外方的主要失误体现在：
1. 长期以来对外企的在华高管监管不力。[51][46]
2. 依然不了解如何与中国共产党打交道。[52][50]
3. 政治难题之上还有文化难题，比如对“关系”这一独特的中国商业文化的处理。[53][50]

### 其他
2009年8月12日，中钢协常务副秘书长罗冰生对媒体表示，完全支持和拥护中国方面对涉案人员所采取的逮捕行动，并称该案为司法个案，不会影响中澳两国的正常贸易发展。

## 影响
虽然力拓利用中铝之前的195亿美元注资成功化解了公司的财务危机，并在中国获益4,000亿，但随着毁约事件以及间谍门的出现，公司在中国两地的股价均受此影响而跌幅30%，商誉折算直接损失将近1,000亿元。更牵引出了力拓等一些外企在中国有偷税漏税、商业间谍，与政界腐败、等相关等问题。相应的，也揭示了中国内部的体制，特别是铁矿石进口资质管理制度科学性合理性不足，中国钢铁业腐败盛行等问题。随着力拓深陷“间谍门”，更引来了中国铁矿石市场要重新洗牌的猜论。
另外，该事件引起了中澳两国贸易关系的紧张，也有国际企业对中国投资环境表示担忧的言论传出。而中国国内出现了部分钢企疏离国外企业，高层纷纷“出国公干”现象。之前在进行的铁矿石谈判也受此影响而暂时中止。
事件也导向媒体与社会对中国经济安全方面，甚至相关立法方面的关注。